# کوتی لمسام
کوتی لمسام (انگلیسی: Choti Lamsam) کارآفرین و بانکدار تایلندی چینی‌تبار بود، که در سال ۱۹۴۵ کاسیکورن بانک را تأسیس نمود.